# Class (Film)
Class (Verweistitel: Class – Vom Klassenzimmer zur Klassefrau) ist ein US-amerikanischer Spielfilm aus dem Jahr 1983. Er gilt als einer der Filme, in denen die jugendlichen Schauspieler des Brat Packs ihre Karriere starteten.

## Handlung
Geschildert wird die Geschichte des Highschool-Absolventen Jonathan, der als Junge vom Lande auf eine Privatschule kommt, um sich dort auf die Aufnahmeprüfung für die Eliteuniversität Harvard vorzubereiten. Im Laufe der Zeit entwickelt sich zwischen Jonathan und seinem Zimmergenossen Skip, der aus reichem Elternhaus stammt, eine tiefgehende Freundschaft.
Skip kümmert sich um Jonathan und als dieser die benachbarte Mädchenschule wegen eines Eklats nicht mehr besuchen darf, überredet er ihn, nach Chicago zu fahren, um das erste Mal mit einer Frau zu schlafen und gibt ihm Geld dafür. In Chicago lernt er die attraktive und erfahrene Ellen kennen. Er verstellt sich und gibt sich als Doktorand aus, und es entwickelt sich eine intensive Romanze zwischen den beiden.
Durch Zufall entdeckt Ellen, dass Jonathan erst zur Highschool geht und bricht die Beziehung unvermittelt ab, ohne sich zu verabschieden. Jonathan verzweifelt angesichts der plötzlichen Trennung und seiner Gefühle. Sein Freund Skip versucht, ihn zu trösten und aufzumuntern. 
Jonathan wird zwischenzeitlich für Harvard zugelassen. An Weihnachten lädt Skip ihn zu seiner Familie ein. Dort begegnet Jonathan Skips erfolgreichem Vater und seiner Mutter, Ellen. Sie sind beide überrascht, können ihre Affäre aber geheim halten. Ellen schickt Jonathan sehr bald wieder weg, ruft ihn aber dann häufig in der Schule an, um ihn zu einem Treffen zu überreden. 
In der Schule läuft inzwischen eine Untersuchung. Die Schüler glauben, dass es um Drogendelikte geht. 
Jonathan will sich ein letztes Mal mit Ellen in Chicago treffen. Er erzählt Skip, dass er übers Wochenende allein sein will. Dieser reist ihm mit Freunden jedoch hinterher, um ihn aufzuheitern, und ertappt ihn mit seiner Mutter. Von da an spricht Skip kaum noch mit Jonathan. Skips Vater absolviert einen Besuch in der Schule seines Sohnes. Anfangs glaubt Jonathan es gehe um seine Beziehung zu Ellen. Aber Skips Vater will seinem Sohn nur mitteilen, dass seine Mutter auf eigenen Wunsch eine psychiatrische Klinik aufgesucht hat.
Inzwischen stellt sich heraus, dass es bei den Untersuchungen in der Schule um Betrug bei den Aufnahmetests geht. Jonathan steht dabei nicht unter Verdacht, aber Skip erinnert sich, dass Jonathan ihm einmal gebeichtet hatte, den Aufnahmetest für die Privatschule gekauft zu haben. Er verrät jedoch nichts und beschimpft den Untersuchungsbeamten sogar als Schnüffler.
Jonathan provoziert Skip so lange, bis dieser sich mit ihm prügelt. Sie verprügeln sich, bis sie beide nicht mehr können. Dann sprechen sie sich aus und Jonathan entschuldigt sich bei Skip. Danach versöhnen sie sich und es wird klar, dass ihr Leben nach dieser Episode weiter gehen wird wie bisher. Auch auf Skip wartet ein Studienplatz in Harvard.

## Drehorte
Drehorte für den Film Class waren das Lake Forest College in Lake Forest (Illinois) und die Stadt Chicago.

## Synchronisation
Quelle: Deutsche Synchronkartei
| Darsteller        | Sprecher          | Rolle                         |
| Rob Lowe          | Oliver Rohrbeck   | Franklin 'Skip' Burroughs IV. |
| Jacqueline Bisset | Helga Trümper     | Ellen                         |
| Stuart Margolin   | Mogens von Gadow  | Balaban                       |
| George Womack     | Norbert Gastell   | Liquor Store Proprietor       |
| Virginia Madsen   | Simone Brahmann   | Lisa                          |
| Cliff Robertson   | Niels Clausnitzer | Mr. Burroughs                 |
| Remak Ramsay      | Reinhard Glemnitz | Mr. Kennedy                   |
| John Cusack       | Christian Tramitz | Roscoe Maibaum                |

## Kritik
„Pikante Sex-Komödie mit teilweise recht unverblümten Dialogen; anspruchslos-gefällig inszeniert und weitgehend professionell gespielt.“